# Palmwever
De palmwever (Ploceus bojeri) is een zangvogel uit de familie Ploceidae (wevers en verwanten).

## Verspreiding en leefgebied
Deze soort komt voor op de savannen van Ethiopië tot zuidelijk Somalië, oostelijk Kenia en noordoostelijk Tanzania.